# Satiro dormiente
Il Satiro dormiente è una statua in bronzo avente come soggetto un satiro dal corpo disteso. L'opera è riconducibile all'età ellenistica e precisamente è datata al I secolo a.C.; è stata scoperta presso la Villa dei Papiri di Ercolano e attualmente è esposta presso il Museo archeologico nazionale di Napoli. Alta circa 142 centimetri, la sua composizione rassomiglia fortemente a quella che caratterizza il Fauno Barberini rinvenuto presso Villa Adriana: in entrambi i casi, infatti, potrebbe trattarsi di due sculture derivanti da un modello ellenistico comune, con il quale il Fauno avrebbe avuto maggiori affinità.

## Storia

### Attribuzione
Il Satiro dormiente è una copia romana di un originale ellenistico. Secondo un'opinione risalente, la versione ercolanese sarebbe la copia di un prototipo ellenistico del III secolo a.C., più precisamente di un'opera di un artista proveniente dall'Asia minore. Il tipo iconografico, pur correttamente identificato come un satiro (o come un fauno), andrebbe ricollegato, per via delle sue piccole corna, al dio Pan, particolarmente apprezzato presso la corte macedone. Il satiro della Villa dei Papiri è stato recentemente interpretato come un libero adattamento del genere ellenistico, sapientemente adattato al gusto classicista prevalente nel periodo della fine dell'età repubblicana romana.
L'opera, scoperta il 2 marzo 1756, era posizionata su un basamento in muratura, mentre attualmente è esposta su di una base marmorea - nello specifico bardiglio - a forma di roccia. In antichità era posizionato all'estremità orientale della natatio, ossia della piscina, del peristilio rettangolare (la statua, infatti, ornava l'emiciclo orientale); caduto dal suo pilastro, fu ritrovato nella vasca. Assieme al Satiro ebbro, collocato all'estremità occidentale della natatio, il giovane satiro riprendeva e sviluppava il tema dionisiaco già presente all'interno dell'atrio della villa, che si presentava decorato da una serie di statuette di sileni e satiri.

## Descrizione

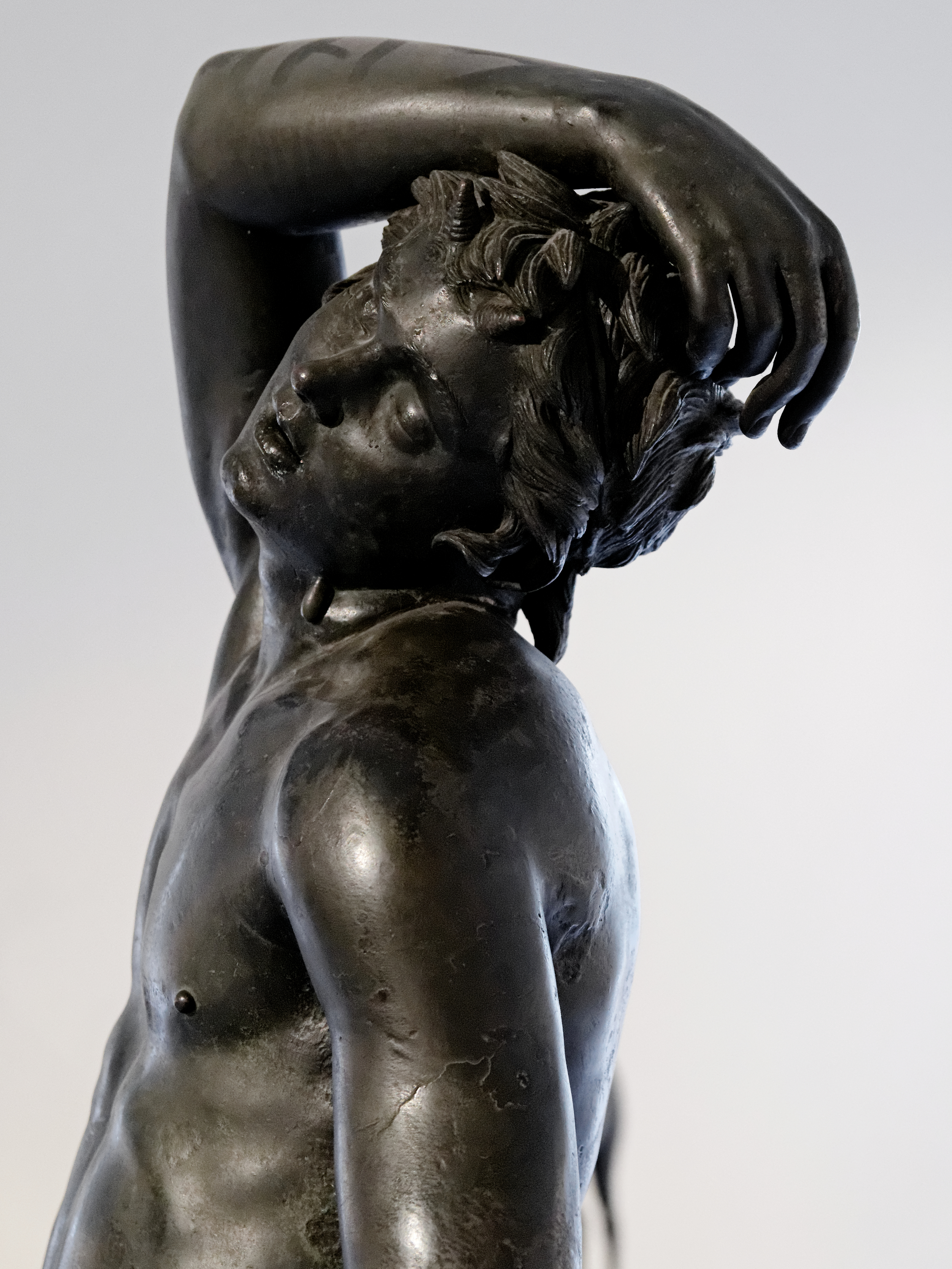
Dettaglio del volto.

La scultura bronzea rappresenta un giovane satiro addormentato, con il corpo disteso e rilassato. La testa, sulla quale crescono delle piccole corna tra i capelli irti, è dolcemente rivolta all'indietro e rivolta verso la spalla sinistra, trasmettendo una sensazione di rilassamento: ad accentuare ciò, le sue palpebre sono chiuse e le sue labbra appena socchiuse.
Il torso della giovane creatura è leggermente ruotato a sinistra, con il suo braccio destro che, piegato ad arco, sostiene la testa, mentre il sinistro cade, privo di forze, lungo il corpo. La posizione delle gambe, la destra allungata e la sinistra piegata, contribuisce a creare maggiormente l'effetto di distensione ricercato. Probabilmente il satiro reggeva nella sua mano sinistra un attributo, purtroppo andato perduto: forse si trattava di un pedum, ossia un bastone ricurvo; oppure di un tirso. La posizione verticale del corpo, che in larga misura contraddice l'atteggiamento rilassato del giovane, è stata interpretata come il risultato di un restauro sbagliato, oppure lascia immaginare la presenza di un sostegno dietro alla schiena, non ritrovato al momento dello scavo.